# Viliam Karas
Viliam Karas (ur. 2 kwietnia 1976 w Preszowie) – słowacki prawnik, prezes Słowackiej Izby Adwokackiej (SAK), w latach 2022–2023 minister sprawiedliwości.

## Życiorys
Absolwent studiów prawniczych na Uniwersytecie Komeńskiego w Bratysławie (1999). Kształcił się również na Uniwersytecie Trnawskim, został nauczycielem akademickim na tej uczelni. Uzyskał uprawnienia adwokata, podejmując praktykę w zawodzie. Został właścicielem kancelarii Maple & Fish, koncentrując się głównie na prawie cywilnym i gospodarczym.
W 2020 powołany na prezesa Słowackiej Izby Adwokackiej (z kadencją od 2021). We wrześniu 2022 objął urząd ministra sprawiedliwości w rządzie Eduarda Hegera; sprawował go do maja 2023. W tym samym roku wstąpił do Ruchu Chrześcijańsko-Demokratycznego.